# سهيل بن أبي صالح
أبو يزيد سهيل بن أبي صالح المدني، مولى جويرية بنت الأحمس الغطفانية. من أئمة ورواة الحديث وهو ثقة، قال الذهبي: «كان من كبار الحفاظ، لكنه مرض مرضة غير من حفظه». وقال علي بن المديني: «مات أخ لسهيل، فوجد عليه، فنسي كثيرا من الحديث». وبالجملة فهو من الثقات، ومن ضعفه فلعلة التي أصابته، وإلا فهو ثقة ثبت، حكى الترمذي أن سفيان بن عيينة قال: كنا نعد سهيل بن أبي صالح ثبتا في الحديث. وقال أحمد: ما أصلح حديثه.

## روايته للحديث النبوي
- حدث عن: أبيه أبي صالح ذكوان السمان، والنعمان بن أبي عياش الزرقي، وعطاء بن يزيد الليثي، وأبي الحباب سعيد بن يسار، وأبي عبيد الحاجب، والحارث بن مخلد الأنصاري، وصفوان بن أبي يزيد، وابن المنكدر، وابن شهاب، وعبدالله بن دينار، وينزل إلى أقرانه كالأعمش، وسمي، ربيعة الرأي. وما علم له شيئا عن أحد من الصحابة، وهو معدود في صغار التابعين.
- حدث عنه: الأعمش، وربيعة، وموسى بن عقبة، وهم من التابعين، وجرير بن حازم، وابن عجلان، وعبيد الله بن عمر، وشعبة، والثوري، والحمادان، وزيد بن أبي أنيسة، ومات قبله بدهر، وجرير بن عبد الحميد، وسليمان بن بلال، وعبد العزيز بن أبي حازم، وعبد العزيز الدراوردي، ووهيب بن خالد، وسفيان بن عيينة، وابن علية، وأبو إسحاق الفزاري، وأنس بن عياض الليثي، ويحيى بن سعيد الأنصاري وخلق كثير. وكان من كبار الحفاظ، لكنه مرض مرضة غيرت من حفظه.

## أقوال العلماء فيه
- مرتبته عند علماء الجرح والتعديل:
- قال أبو أحمد بن عدي الجرجاني: ثبت لا بأس به مقبول الأخبار، حدث عن جماعة عن أبيه وهذا يدل على ثقة الرجل.
- قال أبو الفتح الأزدي: صدوق ذهب بعض حديثه.
- قال أبو جعفر العقيلي: صويلح فيه لين.
- قال أبو حاتم الرازي: يكتب حديثه ولا يحتج به.
- قال أبو حاتم بن حبان البستي: يخطئ.
- قال أبو حفص عمر بن شاهين: وهذا الكلام يجب النظر فيه، وهما عندي علي حكم الثقة والأمانة.
- قال أبو زرعة الرازي: سئل عن سهيل بن أبي صالح والعلاء بن عبد الرحمن فقال: سهيل أشبه وأشهر وأبوه أشهر قليلا.
- قال أبو عبد الله الحاكم النيسابوري: أحد أركان الحديث، ساء حفظه في آخر عمره.
- قال أبو يعلى الخليلي: ثقة.
- قال أحمد بن حنبل: ما أصلح حديثه، سئل: سهيل عندهم أثبت من محمد؟ قال: نعم، ومرة: هو أثبت من محمد بن عمرو، ومرة: ثقة.
- قال أحمد بن شعيب النسائي: ليس به بأس، ومرة: متروك الحديث.
- أحمد بن صالح الجيلي: ثقة، وقال مرة: إنه من المتقنين وإنما يؤتى في غلط حديثه ممن يأخذ عنه.
- قال ابن حجر العسقلاني: صدوق تغير حفظه بأخرة روى له البخاري مقرونا وتعليقا، مرة: أحد الأئمة المشهورين المكثرين.
- قال ابن عبد البر الأندلسي: ثقه.
- قال الدارقطني: ضعيف.
- قال الذهبي: مرض فنقص حفظه قليلا.
- قال الليث بن سعد المصري: من عباد أهل المدينة.
- قال سفيان بن عيينة: كنا نعده ثبتا في الحديث، وثقه.
- قال عبد العزيز بن محمد الدراوردي: أصابته علة أذهبت بعض عقله ونسي بعض حديثه.
- قال علي بن المديني: كان عندنا ثبتا.
- قال محمد بن إسماعيل البخاري: كان له أخ فمات فوجد عليه فنسي كثيرا من الحديث.
- قال محمد بن سعد كاتب الواقدي: ثقة كثير الحديث.
- قال مصنفوا تحرير تقريب التهذيب: ثقة، فأكثر الأئمة على توثيقه، وروى عنه كبار الأئمة، واحتج به مسلم كثيرا في صحيحه.
- قال يحيى بن سعيد القطان: اختلط وتغير.
- قال يحيى بن معين: لم يزل أهل الحديث يتقون حديثه، ومرة: صويلح، وفيه لين، ومن رواية عثمان بن سعيد قال: سمي خير منه، ومن رواية العباس قال: حديثه قريب من السواء، حديثه ليس بحجة، وليس بالقوي في الحديث، ومرة: وثقه وأخويه.
- قال يعقوب بن سفيان الفسوي: ضعيف، متروك الحديث.